# Norridgewocks
Els norridgewocks eren una tribu índia algonquina de la confederació abnaki, el nom de la qual provenia de narrañtswak "on cau un altre cop el riu". Antigament vivien a l'actual estat de Maine. Actualment viuen al Canadà i uns quants petits grups a Maine i a Lake George (Nova York). El 1950 potser eren uns 800, i en el cens dels EUA els compten com abnaki.
Formaven una poderosa confederació amb els maliseet i penobscots. La seva cultura és idèntica a la d'altres tribus de la zona. Vivien de la cacera i de la pesca, i habitaven en wigwams cupulats. En Sebastien Rasles els convertí al cristianisme el 1689, i morí amb uns centenars d'indis durant la Guerra de Dunmore o Guerra Abnaki del 1724.
També lluitaren amb el seu cabdill Naxus en la Guerra del Rei Guillem del 1697 contra els anglesos. El 1749 els francesos els obligaren a fugir amb ells al Canadà, i els pocs que restaren foren dispersats cap a Nova Brunswick després de la guerra franco-índia del 1754. La seva capital era la vila de Norridgewok, a l'actual Maine.